# Линвил (Ајова)
Линвил (енгл. Lynnville) град је у америчкој савезној држави Ајова. По попису становништва из 2010. у њему је живело 379 становника.

## Демографија
Према попису становништва из 2010. у граду је живело 379 становника, што је 13 (3,6%) становника више него 2000. године.
| Група             | 2000.       | 2010.       |
| Белци             | 362 (98,9%) | 376 (99,2%) |
| Афроамериканци    | 0 (0,0%)    | 0 (0,0%)    |
| Азијати           | 1 (0,3%)    | 0 (0,0%)    |
| Хиспаноамериканци | 3 (0,8%)    | 3 (0,8%)    |
| Укупно            | 366         | 379         |